# ただいま同居中
『ただいま同居中』（ただいまどうきょちゅう）は、1970年1月6日から同年6月30日まで、毎週火曜日21:30-22:00分にTBS系列で放映されていたホームドラマ。大映テレビ制作。

## あらすじ
団地住まいから一転、姑と小姑達と暮らすことになった若い夫婦。我の強い姑との葛藤や生活観の違いから起こる様々なトラブルを軽妙に描く。

## 配役
- 志村たか：原泉 - 家風と伝統を守り続けようとする姑
- 志村一郎：小山田宗徳 - 長男
- 志村京子：三田佳子 - 長男の嫁
- 志村進：佐藤賢司 - 一郎と京子との息子
- 志村二郎：黒木進（現・小野武彦） - 次男
- 志村美沙子：笠原玲子 - 二郎の嫁
- 志村葉子：梓英子 - 三女
- 今井大助：地井武男 - 葉子のボーイフレンドで獣医
- 医者：青野平義
- 有馬英二：小川真司 - 近所に住む医大生
- 葉子の会社への訪問客：喜多大八

## スタッフ
- 監督 - 原田治夫、枝川弘
- 助監督 - 大田安則
- 脚本 - 高橋辰雄
- 原作 - 高瀬広居
- 撮影 - 山本修右
- 照明 - 本田耕治
- 美術 - 斉藤義孝
- 音楽 - 北村和夫
- 録音 - 三橋真、日吉祐治
- 編集 - 森下一男
- 記録 - 広川貴美子
- 結髪 - 尾和弘子
- 進行 - 菊池満
- 衣装 - 富士衣装
- 効果 - 協立音響
- 現像 - 東京現像所
- 制作主任 - 設楽正之
- 仕上主任 - 北島貞治
- タイトル - 村田映画
- タイトルアニメーション - 広岡正勅
- 制作：大映テレビ室
- プロデューサー - 野田皓

## サブタイトル
（全26話）
- 第1話 宣戦布告
- 第2話 勝ってくるぞと勇ましく
- 第3話 父よあなたは強かった!
- 第4話 妻をめとらば
- 第5話 不義を討つ
- 第6話 まづ馬を射よ
- 第7話 あい見る二将軍
- 第8話 人馬は進む
- 第9話 子はかすがい
- 第10話 来るなら来てみろ…
- 第11話 咲いた花なら…
- 第12話 目は口ほどに…
- 第13話 ボロは着てても…
- 第14話 甘いだけが能じゃない
- 第15話 口は災いのもと
- 第16話 親が口をふさぐとき…
- 第17話 逃がした魚は…
- 第18話 春風ふけば…
- 第19話 主婦が笑うとき…
- 第20話 マリアのように…
- 第21話 青空の見えるまで…
- 第22話 キグチコヘイハ…
- 第23話 母親がトラになるとき‥‥
- 第24話 旅ゆけば‥
- 第25話 目下仮免中・・・
- 第26話 いつまでも　いつまでも・・・

## 主題歌
『幸福よここまでおいで』（クラウンレコード）
- 作詞 - 八反ふじを
- 作曲 - 米山正夫
- 編曲 - 大垣隆
- 唄 　- 三田佳子